# Primi ministri della Siria
I primi ministri della Siria si sono succeduti dal 1920 fino all'abolizione della carica nel 2025. Hanno presieduto complessivamente 70 governi.

## Lista

### Regno di Siria
| Primo ministro        | Mandato          | Mandato          |
| Primo ministro        | Inizio           | Fine             |
| --------------------- | ---------------- | ---------------- |
| Rida Pasha al-Rikabi  | marzo 1920       | maggio 1920      |
| Hashim al-Atassi      | maggio 1920      | 28 luglio 1920   |
| Alaa al-Din al-Durubi | 28 luglio 1920   | 21 agosto 1920   |
| Jamil al-Ulshi        | 6 settembre 1920 | 30 novembre 1920 |

### Stato di Siria, parte del Mandato francese
| Primo ministro       | Mandato          | Mandato          |
| Primo ministro       | Inizio           | Fine             |
| -------------------- | ---------------- | ---------------- |
| i Barakat            | 26 gennaio 1925  | 21 dicembre 1925 |
| Taj al-Din al-Hasani | 29 dicembre 1925 | 6 gennaio 1926   |
| Ahmad Nami           | 27 aprile 1926   | 9 febbraio 1928  |
| Taj al-Din al-Hasani | 9 febbraio 1928  | 14 maggio 1930   |

### Repubblica di Siria, parte del Mandato francese
| Primo ministro       | Mandato           | Mandato           |
| Primo ministro       | Inizio            | Fine              |
| -------------------- | ----------------- | ----------------- |
| Taj al-Din al-Hasani | 14 maggio 1930    | 19 novembre 1931  |
| Haqqi al-Azm         | 7 giugno 1932     | 16 marzo 1934     |
| Taj al-Din al-Hasani | 16 marzo 1934     | 22 febbraio 1936  |
| Ata al-Ayyubi        | 22 febbraio 1936  | 21 dicembre 1936  |
| Jamil Mardam Bey     | 21 dicembre 1936  | 18 febbraio 1939  |
| Lutfi al-Haffar      | 23 febbraio 1939  | 13 marzo 1939     |
| Nasuhi al-Bukhari    | 6 aprile 1939     | 9 luglio 1939     |
| Khalid al-Azm        | 4 aprile 1941     | 21 settembre 1941 |
| Hassan al-Hakim      | 21 settembre 1941 | 19 aprile 1942    |
| Husni al-Barazi      | 19 aprile 1942    | 10 gennaio 1943   |
| Jamil al-Ulshi       | 10 gennaio 1943   | 25 marzo 1943     |
| Ata al-Ayyubi        | 25 marzo 1943     | 17 agosto 1943    |
| Saadallah al-Jabiri  | 19 agosto 1943    | 14 ottobre 1944   |
| Faris al-Khoury      | 14 ottobre 1944   | 1 ottobre 1945    |
| Saadallah al-Jabiri  | 1 ottobre 1945    | 24 ottobre 1945   |

### Repubblica di Siria
| Primo ministro      | Mandato               | Mandato              |
| Primo ministro      | Inizio                | Fine                 |
| ------------------- | --------------------- | -------------------- |
| Saadallah al-Jabiri | dal 24 ottobre 1945   | 16 dicembre 1945     |
| Khalid al-Azm       | dal 16 dicembre 1946  | 29 dicembre 1946     |
| Jamil Mardam Bey    | dal 17 dicembre 1946  | 29 dicembre 1948     |
| Khalid al-Azm       | dal 17 aprile 1949    | 26 giugno 1949       |
| Muhsin al-Barazi    | dal 26 giugno 1949    | 14 agosto 1949       |
| Hashim al-Atassi    | dal 17 agosto 1949    | 24 dicembre 1949     |
| Nazim al-Kudsi      | dal 24 dicembre 1949  | 27 dicembre 1949     |
| Khalid al-Azm       | dal 27 dicembre 1949  | 4 giugno 1950        |
| Nazim al-Kudsi      | dal 4 giugno 1950     | 27 marzo 1951        |
| Khalid al-Azm       | dal 27 marzo 1951     | al 9 agosto 1951     |
| Hassan al-Hakim     | dal 9 agosto 1951     | 13 novembre 1951     |
| Zaki al-Khatib      | dal 13 novembre 1951  | 28 novembre 1951     |
| Maarouf al-Dawalibi | dal 28 novembre 1951  | al 29 novembre 1951  |
| Fawzi Selu          | dal 3 dicembre 1951   | al 19 luglio 1953    |
| Adib Shishakli      | dal 19 luglio 1953    | al 25 febbraio 1954  |
| Sabri al-Asali      | dal 1º marzo 1954     | al 19 giugno 1954    |
| Said al-Ghazzi      | dal 19 giugno 1954    | al 3 novembre 1954   |
| Faris al-Khoury     | dal 3 novembre 1954   | al 13 febbraio 1955  |
| Sabri al-Asali      | dal 13 febbraio 1955  | al 13 settembre 1955 |
| Said al-Ghazzi      | dal 13 settembre 1955 | al 14 giugno 1956    |
| Sabri al-Asali      | dal 14 giugno 1956    | al 22 febbraio 1958  |

### Repubblica Araba Unita
| Primo ministro        | Mandato           | Mandato           |
| Primo ministro        | Inizio            | Fine              |
| --------------------- | ----------------- | ----------------- |
| Nur al-Din Kahala     | 7 ottobre 1958    | 20 settembre 1960 |
| Abdel Hamid al-Sarraj | 20 settembre 1960 | 16 agosto 1961    |

### Repubblica Araba Siriana
| Primo ministro           | Mandato           | Mandato             |
| Primo ministro           | Inizio            | Fine                |
| ------------------------ | ----------------- | ------------------- |
| Maamun al-Kuzbari        | 29 settembre 1961 | al 20 novembre 1961 |
| Izzat al-Nuss            | 20 novembre 1961  | 14 dicembre 1961    |
| Maarouf al-Dawalibi      | 22 dicembre 1961  | 28 marzo 1962       |
| Bashir al-Azma           | 16 aprile 1962    | 14 settembre 1962   |
| Khalid al-Azm            | 17 settembre 1962 | 9 marzo 1963        |
| Salah al-Din al-Bitar    | 9 marzo 1963      | 11 novembre 1963    |
| Amin al-Hafiz            | 12 novembre 1963  | 13 maggio 1964      |
| Salah al-Din al-Bitar    | 14 maggio 1964    | 3 ottobre 1964      |
| Amin al-Hafiz            | 4 ottobre 1964    | 22 settembre 1965   |
| Yusuf Zu'ayyin           | 22 settembre 1965 | 21 dicembre 1965    |
| Salah al-Din al-Bitar    | 1º gennaio 1966   | 23 febbraio 1966    |
| Yusuf Zu'ayyin           | 1º marzo 1966     | 29 ottobre 1968     |
| Nureddin al-Atassi       | 29 ottobre 1968   | 18 novembre 1970    |
| Hafez al-Assad           | 21 novembre 1970  | 3 aprile 1971       |
| Abdul Rahman Khleifawi   | 3 aprile 1971     | 21 dicembre 1972    |
| Mahmoud al-Ayyubi        | 21 dicembre 1972  | 7 agosto 1976       |
| Abdul Rahman Khleifawi   | 7 agosto 1976     | 27 marzo 1978       |
| Muhammad Ali al-Halabi   | 27 marzo 1978     | 9 gennaio 1980      |
| Abdul Rauf al-Kasm       | 9 gennaio 1980    | 1º novembre 1987    |
| Mahmoud Zuabi            | 1º novembre 1987  | 13 marzo 2000       |
| Muhammad Mustafa Mero    | 13 marzo 2000     | 10 settembre 2003   |
| Muhammad Naji al-Otari   | 10 settembre 2003 | 14 aprile 2011      |
| Adel Safar               | 14 aprile 2011    | 23 giugno 2012      |
| Riyad Farid Hijab        | 23 giugno 2012    | 6 agosto 2012       |
| Omar Ibrahim Ghalawanji  | 6 agosto 2012     | 11 agosto 2012      |
| Wael Nader al-Halqi      | 11 agosto 2012    | 3 luglio 2016       |
| Imad Khamis              | 3 luglio 2016     | 11 giugno 2020      |
| Hussein Arnous           | 11 giugno 2020    | 14 settembre 2024   |
| Mohammad Ghazi al-Jalali | 14 settembre 2024 | 9 dicembre 2024     |

### Repubblica Araba Siriana (transizionale)
| Primo ministro     | Mandato          | Mandato       |
| Primo ministro     | Inizio           | Fine          |
| ------------------ | ---------------- | ------------- |
| Mohammed al-Bashir | 10 dicembre 2024 | 29 marzo 2025 |
| Carica abolita     |                  |               |